# Моћ говора
„Моћ говора” је југословенски кратки ТВ филм из 1979. године. Режирао га је Зоран Амар а сценарио је написан по делу Бранислава Петровића.

## Улоге
| Глумац                  | Улога |
| ----------------------- | ----- |
| Предраг Мики Манојловић |       |